# Blue Lagoon
Blue Lagoon (auch Schreibweise „Bluelagoon“) ist der Name eines deutschen Pop-/Dance-Projektes, das 2004 vom Stuttgarter Produzenten Felix J. Gauder (siehe auch: Novaspace) gebildet wurde. Der Bandname bedeutet schlicht „Blaue Lagune“. Sämtliche Singles und Alben wurden von dem Münchner Label Konsum Records, einem Sublabel der Kosmo Music GmbH, veröffentlicht.

## Mitglieder

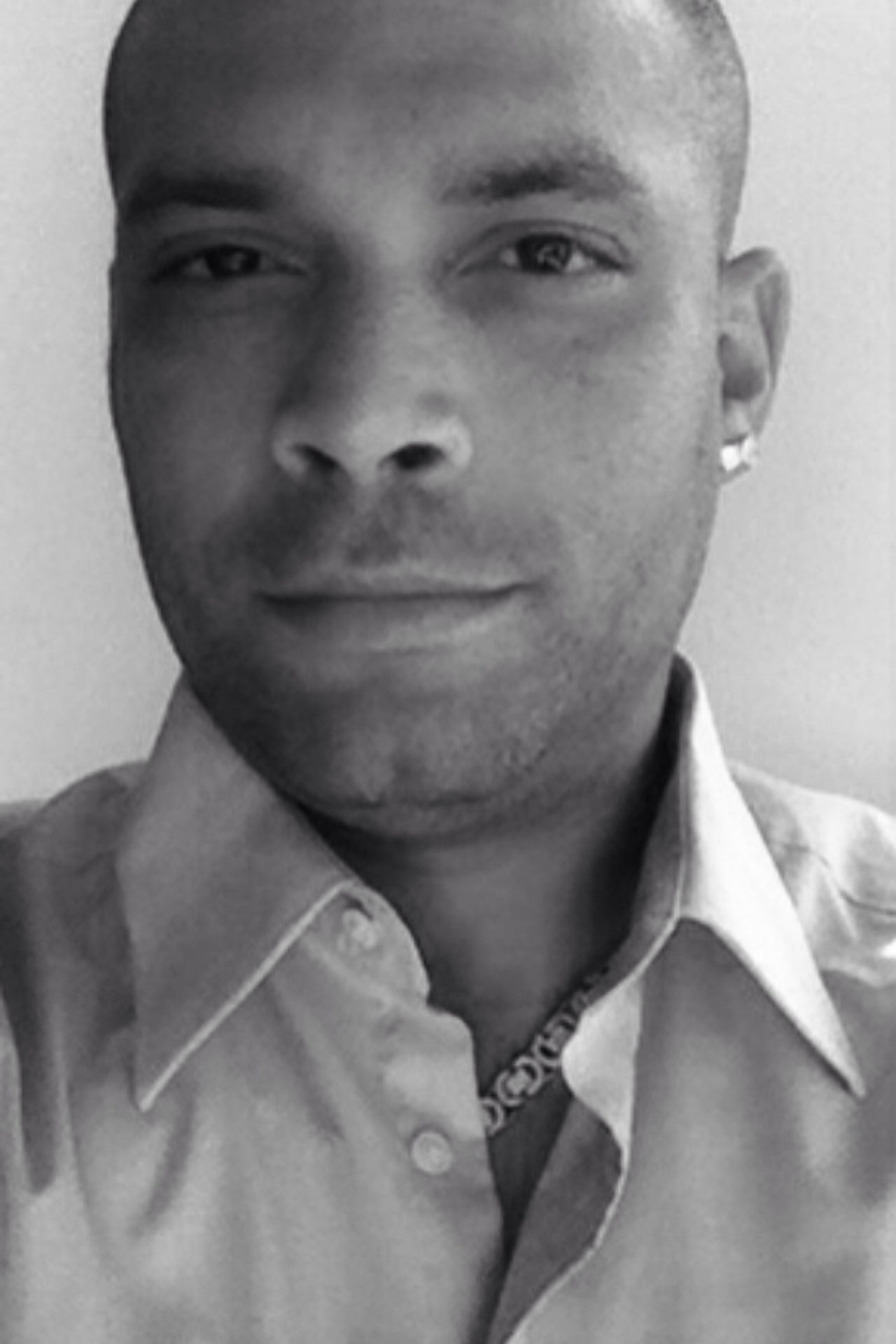
David O Joseph

Estrella (* 15. Januar 1983 als Patricia Gerndt in Stuttgart) ist die Tochter eines Musikproduzenten. Sie verfügt über eine klassische Gesangs- und Klavierausbildung. 2003 schaffte sie mit dem Sommerhit La Fiesta Loca erstmals den Sprung in die deutschen Charts. Von 2010 bis 2014 arbeitete sie als Moderatorin beim Radiosender R.SH (Radio Schleswig-Holstein) in Kiel. Dort vertrat sie zunächst in Carsten Köthes Frühstücksclub die Wetterexpertin Katharina Nicolaisen, im Spätsommer 2012 wechselte sie ins Nachmittagsprogramm als Co-Moderatorin von Volker Mittmann. Seit 2014 moderiert sie beim Berliner Radiosender 94,3 rs2.
David O Joseph (* 6. November 1977 in München) ist der Sohn einer Deutschen und eines Nigerianers. Seine Musik ist vom Reggae, Hip-Hop und R ’n’ B beeinflusst. Seinen ersten Chart Hit landete er im Sommer 2002 mit der Single Butterfly. David hatte als Kind auch schon Statistenrollen im Theater und in Fernsehproduktionen wie zum Beispiel Derrick und übte sich als lokaler DJ in diversen Lokalitäten. Er hatte auch diverse Features mit Tom Novy, Zoe Mazah, Patricia Blanco, Simone Arnes, Mic Donet, Wouffey Amadeuz, Einer Münchens Feinstes (EMF und Feinkost Paranoia) und Grosses K (Neuer Süden).

## Bandgeschichte
Mit einer Coverversion von Matthew Wilders Hit Break My Stride aus dem Jahr 1983 erreichten Blue Lagoon im September 2004 Platz zwei der deutschen Singlecharts.
Auch ihr zweiter Hit war eine Coverversion. Do You Really Want to Hurt Me?, im Original 1982 ein Hit von Culture Club, stieg im Januar 2005 auf Platz 13 der deutschen Charts ein. Zeitgleich veröffentlichten Blue Lagoon ihr Debütalbum Clublagoon, das neben den Covern weiterer Klassiker auch einige neue selbstgeschriebene Kompositionen enthielt.
Im Sommer 2005 folgte mit der Single Heartbreaker ebenfalls eine Coverversion. Ursprünglich wurde das Lied 1982 von den Bee Gees für Dionne Warwick geschrieben, welche hiermit einen weltweiten Erfolg hatte.
Die im Sommer 2006 veröffentlichte Single Isle of Paradise war die erste nicht gecoverte Single.
Im Winter 2006 kam die Single What Becomes of the Broken Hearted heraus, die wieder ein Remake war. Das Original stammt von Jimmy Ruffin aus dem Jahr 1966.
Mitte Januar 2007 erschien dann der zweite Longplayer Sentimental Fools, aus dem (nach den drei Singles Heartbreaker, Isle of Paradise und What Becomes of the Broken Hearted) aber keine weiteren Singles ausgekoppelt wurden.
Ende Juli 2008 kehrten Blue Lagoon mit der neuen Single Wild World zurück, einer Coverversion des Titels von Cat Stevens.

## Diskografie

### Studioalben
| Jahr | Titel             | Höchstplatzierung, Gesamtwochen, AuszeichnungChartplatzierungen (Jahr, Titel, Platzierungen, Wochen, Auszeichnungen, Anmerkungen) | Höchstplatzierung, Gesamtwochen, AuszeichnungChartplatzierungen (Jahr, Titel, Platzierungen, Wochen, Auszeichnungen, Anmerkungen) | Höchstplatzierung, Gesamtwochen, AuszeichnungChartplatzierungen (Jahr, Titel, Platzierungen, Wochen, Auszeichnungen, Anmerkungen) | Anmerkungen                           |
| Jahr | Titel             | DE | AT | CH | Anmerkungen                           |
| ---- | ----------------- | --- | --- | --- | ------------------------------------- |
| 2005 | Clublagoon        | DE33 (4 Wo.)DE | — | CH83 (1 Wo.)CH | Erstveröffentlichung: 18. Mai 2005    |
| 2007 | Sentimental Fools | — | — | — | Erstveröffentlichung: 12. Januar 2007 |

### Kompilationen
| Jahr | Titel                                   | Höchstplatzierung, Gesamtwochen, AuszeichnungChartplatzierungen (Jahr, Titel, Platzierungen, Wochen, Auszeichnungen, Anmerkungen) | Höchstplatzierung, Gesamtwochen, AuszeichnungChartplatzierungen (Jahr, Titel, Platzierungen, Wochen, Auszeichnungen, Anmerkungen) | Höchstplatzierung, Gesamtwochen, AuszeichnungChartplatzierungen (Jahr, Titel, Platzierungen, Wochen, Auszeichnungen, Anmerkungen) | Anmerkungen                         |
| Jahr | Titel                                   | DE | AT | CH | Anmerkungen                         |
| ---- | --------------------------------------- | --- | --- | --- | ----------------------------------- |
| 2010 | Perfect Summer – The Best of Bluelagoon | — | — | — | Erstveröffentlichung: 11. Juni 2010 |

### Singles
| Jahr | Titel Album                                          | Höchstplatzierung, Gesamtwochen, AuszeichnungChartplatzierungen (Jahr, Titel, Album, Platzierungen, Wochen, Auszeichnungen, Anmerkungen) | Höchstplatzierung, Gesamtwochen, AuszeichnungChartplatzierungen (Jahr, Titel, Album, Platzierungen, Wochen, Auszeichnungen, Anmerkungen) | Höchstplatzierung, Gesamtwochen, AuszeichnungChartplatzierungen (Jahr, Titel, Album, Platzierungen, Wochen, Auszeichnungen, Anmerkungen) | Anmerkungen                                                                     |
| Jahr | Titel Album                                          | DE | AT | CH | Anmerkungen                                                                     |
| ---- | ---------------------------------------------------- | --- | --- | --- | ------------------------------------------------------------------------------- |
| 2004 | Break My Stride Clublagoon                           | DE2 Gold · (18 Wo.)DE | AT6 (16 Wo.)AT | CH15 (15 Wo.)CH | Erstveröffentlichung: 6. Mai 2004 Verkäufe: + 150.000; Cover von Matthew Wilder |
| 2005 | Do You Really Want to Hurt Me Clublagoon             | DE13 (10 Wo.)DE | AT21 (8 Wo.)AT | CH32 (6 Wo.)CH | Erstveröffentlichung: 26. Januar 2005 Cover von Culture Club                    |
| 2005 | Heartbreaker Sentimental Fools                       | DE22 (9 Wo.)DE | AT25 (8 Wo.)AT | CH57 (4 Wo.)CH | Erstveröffentlichung: 8. Juli 2005 Cover von Dionne Warwick                     |
| 2006 | Isle of Paradise Sentimental Fools                   | DE29 (9 Wo.)DE | — | — | Erstveröffentlichung: 10. Juni 2006 Einzige Eigenkomposition                    |
| 2006 | What Becomes of the Broken Hearted Sentimental Fools | DE61 (6 Wo.)DE | — | — | Erstveröffentlichung: 20. August 2006 Cover von Jimmy Ruffin                    |
| 2008 | Wild World –                                         | DE93 (2 Wo.)DE | — | — | Erstveröffentlichung: 15. Mai 2008 Cover von Cat Stevens                        |

## Auszeichnungen
- 2004 Radio Regenbogen Award: „Sommerhit 2004“ (Break My Stride)